# Danijel Premerl
Danijel Premerl (Krapina, 23. siječnja 1904. – Zagreb, 1. listopada 1975.), nadimak Nurmi, hrvatski nogometaš i nogometni trener. Kao nogometaš jedan od najvećih, brz, elastičan i izdržljiv, igrao na poziciji srednjeg braniča. Zapažene rezultate postizao u trčanju (100 m za 11,0 s) i skoku u vis (1,72 m), te tako prema čuvenom finskom atletičaru dobio nadimak.

## Igračka karijera
Bio je jedini nogometaš koji je nastupio za sve najbolje zagrebačke klubove do 1941. godine (HAŠK, Viktorija, Concordia i Građanski jedini zagrebački klubovi koji su se natjecali u završnicama prvenstva Jugoslavije 1923. – 1940.). Igrao za reprezentaciju Jugoslavije s kojom je nastupio na Olimpijskim igrama 1928. godine u Amsterdamu. S reprezentacijom Zagreba osvojio je 1925. i 1926. godine Zlatni pehar kralja Aleksandra. Prvenstvo Jugoslavije osvaja u sezonama 1930. (Concordia) i 1936./37. (Građanski).

## Trenerska karijera
Kao nogometni trener počeo je 1926. godine kada dolazi iz vojske i zbog namještenja prelazi iz HAŠK-a u Viktoriju za koju ujedno i igra. Uz posao bankovnog činovnika, trenerski posao nastavlja nakon završetka igračke karijere 1941. godine. Trenirao je zagrebačke klubove Makabi, Ferariju i Tekstilac, te Dravu (Ptuj), vinkovački Dinamo i Zvečevo iz Slavonske Požege.

## Zanimljivosti
Jednom prilikom je odigrao tri nogometne utakmice u jednom danu. Prijepodne nogometnu utakmicu u prvenstvu škole (Gimnazija – Građevinska škola 9:0), a poslijepodne dvije međunarodne, juniorsku i seniorsku utakmicu za HAŠK (HAŠK – Union Žižkov), te su ga često u novinama crtali s automobilskim kotačima.
Prilikom gostovanja Concordije u Berlinu odbio je ponudu Herthe od milijun tadašnjih dinara da bude njihov član.

## Statistika
- Prva gradska reprezentativna utakmica: 24. kolovoza 1924., Osijek, Osijek – Zagreb 3:2
- Prva državna reprezentativna utakmica: 28. listopada 1925., Prag, Čehoslovačka – Jugoslavija 7:0
- Posljednja državna reprezentativna utakmica: 30. lipnja 1932., Beograd, Jugoslavija – Bugarska 2:3
- Posljednja gradska reprezentativna utakmica: 13. listopada 1935., Zagreb, Zagreb – Split 1:3
- Broj odigranih utakmica: Jugoslavija 1925. – 1932. (29), Zagreb 1924. – 1935. (44)[2] (22 službene utakmice)[3]

## Priznanja
Concordia
- Prvenstvo Jugoslavije: 1930.

Građanski
- Prvenstvo Jugoslavije: 1936./37.

Zagrebački nogometni podsavez
- Kup kralja Aleksandra: 1925. i 1926.